# Серапион Македонски
Серапион Македонски (на гръцки: Σεραπίων ο Μακεδόνας), е християнски свещеномъченик, пострадал в края на II или началото на III век по време на гоненията на император Септимий Север и почитан от Православната църква на 13 юли.

## Биография
Серапион живее по време на императори Септимий Север (193 – 211). Тъй като е християнин, при гоненията в Македония, той изправен на съд през управителя Акила. Спиридон не се отрича и твърдо заявява пред езичниците вярата си в Христос като бог. Подложен е на изтезания и хвърлен в затвора. Според житието му е изцелен от Исус Христос и изправен отново пред съда напълно здрав. Осъден е на изгаряне и хвърлен в огъня загива около 205 година или 195 година.